# 倪邱镇
倪邱镇，是中华人民共和国安徽省阜阳市太和县下辖的一个乡镇级行政单位。

## 行政区划
倪邱镇下辖以下地区：
西门社区、北门社区、东门社区、张路村、马厂村、花园村、西顺河村、叶堂村、孙庙村、大杨村、崔寨村、东顺河村和张大营村。